# Adam Joseph Maida

Adam Joseph kardinál Maida (18. března 1930 East Vandergriff) je americký římskokatolický kněz, bývalý arcibiskup Detroitu, kardinál.
Pochází z rodiny polských emigrantů. Kněžské svěcení přijal 26. května 1956, poté pokračoval ve studiích v Římě a Pittsburghu. Od roku 1960 působil v diecézi Pittsburgh v pastoraci, přednášel na univerzitě a vykonával řadu funkcí v biskupské kurii.
V listopadu 1983 byl jmenován biskupem Green Bay, biskupské svěcení přijal 25. ledna 1984. V dubnu 1990 byl jmenován arcibiskupem Detroitu. Při konzistoři 26. listopadu 1994 ho papež Jan Pavel II. jmenoval kardinálem. Na odpočinek odešel 5. ledna 2009.